# أسل صغير الرأس
أسل صغير الرأس (الاسم العلمي: Juncus microcephalus) نوع نباتي يتبع جنس الأسل وينتمي إلى الفصيلة الأسلية.